# إيدفارد جريج

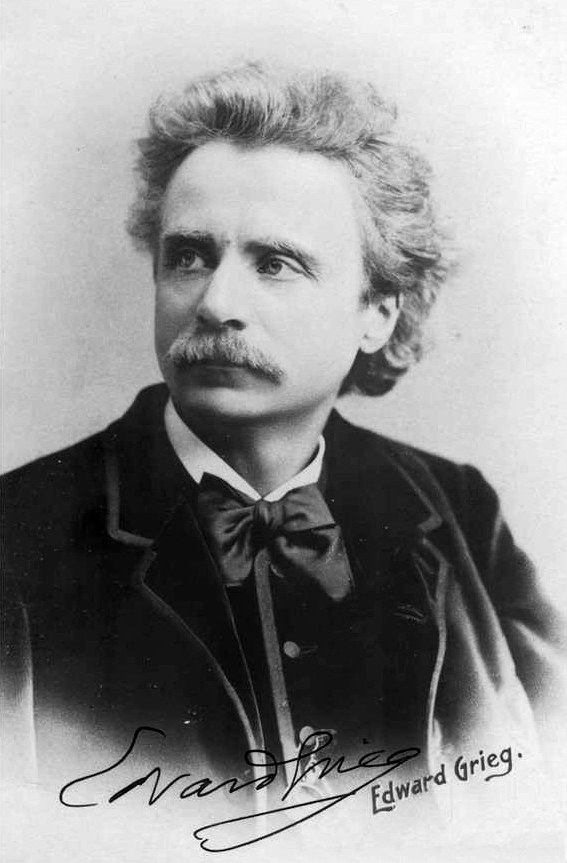
إيدفارد جريج (1876)

إيدفارد هاغيروب جريج ‎[ˈɛdʋɑʁd ˈhɑ:gəʁʉp ˈgʁɪg]‏ (المولود في 15 من يونيو 1843م- 4 من سبتمبر 1907م) هو ملحن وعازف بيانو نرويجي. وقد اشتهر كثيرًا ببيانو كونشرتو في المسافة الموسيقية أ، عن عمله الموسيقي المرافق لمسرحية هنريك إبسن، بير جينت (التي تضم مزاج الصباح (Morning Mood) وفي قصر ملك الجبال (In the Hall of the Mountain King))، ومجموعته لمنمنمات البيانو مقطوعات غنائية.

## السيرة الذاتية
وُلد إيدفارد في مدينة برغن بالنرويج في الخامس عشر من يونيو عام 1843م. ووالداه هما ألكسندر جريج (1806م–1875م)، تاجر ونائب قنصل في برغن، وجيسين جوديث هاجيراب (1814م–1875م)، معلمة موسيقى وابنة إيدفارد هاغيروب. جديرٌ بالذكر أن اسم العائلة، المنطوق أصلاً جريج، هو من أصول اسكتلندية. بعد معركة كولودين عام 1746م، سافر جد جريج الأكبر كثيرًا، واستقر في النرويج حوالي عام 1770م ليؤسس أعمالاً تجارية في برغن.
تربى إيدفارد جريج في بيئةٍ موسيقية. فقد كانت والدته أول معلمة بيانو له وعلّمته العزف وهو في سن السادسة. درس جريج في عدة مدارس، بما في ذلك مدرسة تانك. وكان غالبًا يُحضر نماذج من موسيقاه إلى الفصل الدراسي.
وفي صيف عام 1858م، قابل جريج عازف الكمان النرويجي الشهير أوليه بول  الذي كان صديقًا للعائلة، وكان شقيق بول متزوجًا من خالة جريج. لاحظ بول موهبة الصبي ذي الخمسة عشر عامًا، وأقنع والديه بإرساله إلى معهد لايبزيغ للموسيقى، ليتم تدريبه هناك تحت إشراف إيجناز موستشيليز.
التحق جريج بمعهد الموسيقى حيث ركّز جهوده على البيانو واستمتع بالحفلات الموسيقية والمعزوفات الكثيرة التي تُقام في لايبزيغ. وقد كان جريج كارهًا لنظام سير الدراسة في المعهد، ولكنه حقق درجات جيدة جدًا في معظم المجالات.

## كتابات أخرى

### إنجليزية
- Grieg The Writer ed. by Bjarne Kortsen. Vol I: Essays and Articles, vol II: Letters to Frants Beyer (editio norvegica, Bergen/Norway 1972)
- Edvard Grieg in England by Lionel Carley (The Boydell Press 2006) ISBN 1-84383-207-0
- Grieg: Music, Landscape and Norwegian Cultural Identity by Daniel Grimley (The Boydell Press 2006) ISBN 1-84383-210-0
- Songs of Edvard Grieg by Beryl Foster (The Boydell Press new edition 2007) ISBN 1-84383-343-3
- Edvard Grieg by Henry Theophilius Finck (Bastian Books new edition 2008) (ردمك 978-0-554-96326-6)
- Grieg by John Horton (London 1950)

### نرويجية
- Benestad, Finn/Schjelderup-Ebbe, Dag (2007): Edvard Grieg – mennesket og kunstneren. H. Aschehoug & Co. (W. Nygaard), Oslo. (ردمك 978-82-03-23459-0)
- Bredal, Dag/Strøm-Olsen, Terje (1992): Edvard Grieg – Musikken er en kampplass. Aventura Forlag A/S, Oslo. ISBN 82-588-0890-7
- Johansen, David Monrad (1956): Edvard Grieg. Gyldendal Norsk Forlag, Oslo.
- Bøe, Finn (1949): Trekk av Edvard Griegs personlighet. Oslo.

## وصلات خارجية
- إيدفارد جريج على موقع IMDb (الإنجليزية)
- إيدفارد جريج على موقع الموسوعة البريطانية (الإنجليزية)
- إيدفارد جريج على موقع ميوزك برينز (الإنجليزية)
- إيدفارد جريج على موقع أول موفي (الإنجليزية)
- إيدفارد جريج على موقع قاعدة بيانات برودواي على الإنترنت (الإنجليزية)
- إيدفارد جريج على موقع قاعدة بيانات الأفلام السويدية (السويدية)
- إيدفارد جريج على موقع إن إن دي بي (الإنجليزية)
- إيدفارد جريج على موقع أول ميوزيك (الإنجليزية)
- إيدفارد جريج على موقع ديسكوغز (الإنجليزية)
- إيدفارد جريج على موقع قاعدة بيانات الفيلم (الإنجليزية)

- Grieg 2007. Official Site for 100th year commemoration of Edvard Grieg
- The Grieg archives at Bergen Public Library
- Troldhaugen Museum, Grieg's home
- Biography of Grieg by prof. Harald Herresthal
- Films about Grieg's life: What Price Immortality? (1999), Song of Norway (1970)
- Edvard Grieg picture collection at flickr commons

### تسجيلات لإدفارد جريج
- Papillon – Lyric Piece, Op. 43, no. 1 as recorded by Grieg on piano roll, 17 April 1906, Leipzig (Info)
- Legendary Piano Recordings: The Complete Grieg, Saint-Saëns, Pugno, and Diémer (Marston Records Open Library )
- Edvard Grieg: The Piano Music In Historic Interpretations (SIMAX Classics – PSC1809) Open Library
- Grieg and his Circle (Pearl, GEMM 9933 CD)
- Grieg spiller Grieg Sigvald Asbjornsen Prospect Park (Brooklyn(Edvard Grieg Museum Troldhaugen)
- Piano Rolls (The Reproducing Piano Roll Foundation)

### النوتات الموسيقية
- Free scores at the Mutopia Project